# Shenzhen Open 2014 - Qualificazioni singolare
Le qualificazioni del singolare  dello  Shenzhen Open 2014 sono state un torneo di tennis preliminare per accedere alla fase finale della manifestazione. I vincitori dell'ultimo turno sono entrati di diritto nel tabellone principale. In caso di ritiro di uno o più giocatori aventi diritto a questi sono subentrati i lucky loser, ossia i giocatori che hanno perso nell'ultimo turno ma che avevano una classifica più alta rispetto agli altri partecipanti che avevano comunque perso nel turno finale.

## Teste di serie
1. Luksika Kumkhum (ultimo turno)
2. Cvetana Pironkova (ultimo turno)
3. Johanna Konta (primo turno)
4. Estrella Cabeza Candela (ultimo turno)

1. Anna-Lena Friedsam (qualificata)
2. Aleksandra Krunić (primo turno)
3. Alexandra Dulgheru (primo turno)
4. Duan Yingying (primo turno)

## Qualificate
1. Anna-Lena Friedsam
2. Viktorija Golubic

1. Ljudmyla Kičenok
2. Risa Ozaki

## Tabellone qualificazioni

### Sezione 1
|  | Primo turno | Primo turno        | Primo turno     | Primo turno | Primo turno |  |  | Ultimo turno | Ultimo turno       | Ultimo turno       | Ultimo turno | Ultimo turno |  |
|  |             |                    |                 |             |             |  |  |              |                    |                    |              |              |  |
|  | 1           | Luksika Kumkhum    | Luksika Kumkhum | 6           | 7           |  |  |              |                    |                    |              |              |  |
|  |             | Wang Qiang         | Wang Qiang      | 0           | 5           |  |  | 1            | Luksika Kumkhum    | Luksika Kumkhum    | 1            | 3            |  |
|  |             | Wang Yafan         | 6               | 3           | 6(1)        |  |  | 5            | Anna-Lena Friedsam | Anna-Lena Friedsam | 6            | 6            |  |
|  | 5           | Anna-Lena Friedsam | 3               | 6           | 7           |  |  |              |                    |                    |              |              |  |

### Sezione 2
|  | Primo turno | Primo turno        | Primo turno        | Primo turno | Primo turno |  |  | Ultimo turno | Ultimo turno      | Ultimo turno      | Ultimo turno | Ultimo turno |  |
|  |             |                    |                    |             |             |  |  |              |                   |                   |              |              |  |
|  | 2           | Cvetana Pironkova  | Cvetana Pironkova  | 6           | 6           |  |  |              |                   |                   |              |              |  |
|  |             | Oksana Kalašnikova | Oksana Kalašnikova | 2           | 1           |  |  | 2            | Cvetana Pironkova | Cvetana Pironkova | 4            | 3            |  |
|  |             | Viktorija Golubic  | Viktorija Golubic  | 6           | 6           |  |  |              | Viktorija Golubic | Viktorija Golubic | 6            | 6            |  |
|  | 8           | Duan Yingying      | Duan Yingying      | 3           | 3           |  |  |              |                   |                   |              |              |  |

### Sezione 3
|  | Primo turno | Primo turno        | Primo turno   | Primo turno | Primo turno |  |  | Ultimo turno | Ultimo turno     | Ultimo turno     | Ultimo turno | Ultimo turno |  |
|  |             |                    |               |             |             |  |  |              |                  |                  |              |              |  |
|  | 3           | Johanna Konta      | Johanna Konta | 5           | 1           |  |  |              |                  |                  |              |              |  |
|  | WC          | Xu Shilin          | Xu Shilin     | 7           | 6           |  |  | WC           | Xu Shilin        | Xu Shilin        | 0            | 3            |  |
|  |             | Ljudmyla Kičenok   | 6             | 4           | 6           |  |  |              | Ljudmyla Kičenok | Ljudmyla Kičenok | 6            | 6            |  |
|  | 7           | Alexandra Dulgheru | 4             | 6           | 3           |  |  |              |                  |                  |              |              |  |

### Sezione 4
|  | Primo turno | Primo turno             | Primo turno             | Primo turno | Primo turno |  |  | Ultimo turno | Ultimo turno            | Ultimo turno | Ultimo turno | Ultimo turno |  |
|  |             |                         |                         |             |             |  |  |              |                         |              |              |              |  |
|  | 4           | Estrella Cabeza Candela | Estrella Cabeza Candela | 6           | 6           |  |  |              |                         |              |              |              |  |
|  | WC          | Yang Zhaoxuan           | Yang Zhaoxuan           | 1           | 3           |  |  | 4            | Estrella Cabeza Candela | 1            | 6            | 3            |  |
|  |             | Risa Ozaki              | 7                       | 4           | 7           |  |  |              | Risa Ozaki              | 6            | 3            | 6            |  |
|  | 6           | Aleksandra Krunić       | 63                      | 6           | 5           |  |  |              |                         |              |              |              |  |